# رون راش
رون راش (بالإنجليزية: Ron Rash)‏ (1 سبتمبر 1953، تشيستر في الولايات المتحدة)؛ كاتِب مُتخصِّص في أدب الأطفال، مدرس، شاعر وروائي أمريكي. درس في جامعة كليمسون.

## روابط خارجية
- رون راش على موقع IMDb (الإنجليزية)
- رون راش على موقع قاعدة بيانات الفيلم (الإنجليزية)